# Grauwe gans
De grauwe gans (Anser anser) is een vogel uit de familie van de eendachtigen (Anatidae). De wetenschappelijke naam van de soort werd in 1758 als Anas anser gepubliceerd door Carl Linnaeus. Van deze soort stamt de tamme boerengans (Anser anser domesticus) af.
Tijdens de vogeltrek vliegen grauwe ganzen in een V-formatie, waarbij ze een schor klinkende gak-gak roepen. Andere soorten ganzen zoals de kolgans en de brandgans, die ook in Nederland in grote aantallen overwinteren, vliegen ook in V-formatie, en maken vergelijkbare geluiden, maar minder schor. De nijlgans daarentegen maakt een zeer schor klinkend geluid.

## Veldkenmerken
De grauwe gans is een grote grijze watervogel met roze poten. Hij heeft zwarte vlekjes op de buik. De kop is lichtgrijs, de voorvleugel is grijswit. De snavel kan roze (oostelijke ondersoort; Anser anser rubirostris) of oranje (westelijke ondersoort; Anser anser anser) zijn. De lichaamslengte bedraagt 75 tot 90 cm en het gewicht 3 tot 4 kg. Het is een herbivoor.

## Ecologische invloed
Tijdens de rui waarin de gans niet vliegen kan, zoekt de gans een goed heenkomen in rietlanden. Ze kunnen dan zo veel riet (vooral de wortelstokken van het riet) consumeren dat de verlanding door riet wordt tegengegaan. De Nederlandse Oostvaardersplassen waren in eerste instantie vooral gedacht als ganzenreservaat. In het Verdronken Land van Saeftinghe foerageren 's winters jaarlijks tienduizenden grauwe ganzen op de knolletjes van zeebies. Hierdoor worden monotone zeebiesvegetatie teruggezet naar de successie en maken zij (tijdelijk) plaats voor soortenrijkere vegetaties.

## Gebruik
De gedomesticeerde boerengans (Anser anser domesticus) is normaal gesproken geheel wit. Ze worden gehouden voor de gezelligheid, voor bewaking, voor de sier, om hun eieren en vlees. Het vlees is rood en lijkt op biefstuk.

## Ondersoorten
Er worden twee ondersoorten onderscheiden:
- A. a. anser: noordelijk en centraal Europa.
- A. a. rubrirostris: van het oostelijke deel van Centraal-Europa tot China.

## Verspreiding
De grauwe gans is een deeltrekker. Sommige vogels trekken weg, sommige blijven in het broedgebied. Hun broedgebied strekt zich uit van West-, Centraal- tot Noord-Europa. Overwinteren doen ze van Centraal-Europa tot in Noord-Afrika en Iran. De Aziatische variant komt noordelijk in het continent voor en trekt 's winters naar het Midden-Oosten, India en Indochina. In Nederland komen 's winters grauwe ganzen uit Noord-Europa.

### Benelux
Rond 1910 is de grauwe gans als broedvogel in de Benelux uitgestorven. Alleen in de winter waren er grauwe ganzen die afkomstig waren uit Noordwest-Europa. In de periode 1910 tot 1950 waren er alleen incidenteel broedgevallen in Friesland. Rond 1950 kwam hij in Nederland terug met de ontwikkeling van de Zuiderzeewerken, waar de vogel broedde in uitgestrekte rietmoerassen. In 1971 waren daar tien broedparen. Nadien begon de grauwe gans ook te broeden in het Nederlandse rivierengebied en in Vlaanderen (het Zwin) en geleidelijk op steeds meer geschikte plaatsen. Rond 1975 waren er in Nederland al 100 tot 150 broedparen, in 1982 250 paar, in 1990 1250 paar. Daarna bleef de populatie groeien, na 2000 zelfs met 19% per jaar. Lange tijd was het de broedvogel die het snelst in aantal toenam. In 2005 schatte SOVON de broedpopulatie op 25.000 paar.
De aantallen overwinterende grauwe ganzen in Nederland zijn ook spectaculair gestegen. Het gemiddelde aantal overwinteraars in 2000 was 50.000 exemplaren; in het seizoen 2009/10 naderde dit gemiddelde de 200.000. In november 2010 lag het maximumaantal aanwezige wintergasten rond de 487.000.
In Vlaanderen zijn er aanzienlijk minder broedparen. Hun aantal werd in 2002 geschat op 1000-1300 paren, al verdubbelde dat aantal waarschijnlijk in de jaren 2010.

## Status
De grootte van de populatie is in 2015 geschat op 1,0-1,1 miljoen volwassen vogels. Op de Rode lijst van de IUCN heeft deze soort de status niet bedreigd.

## Afbeeldingen

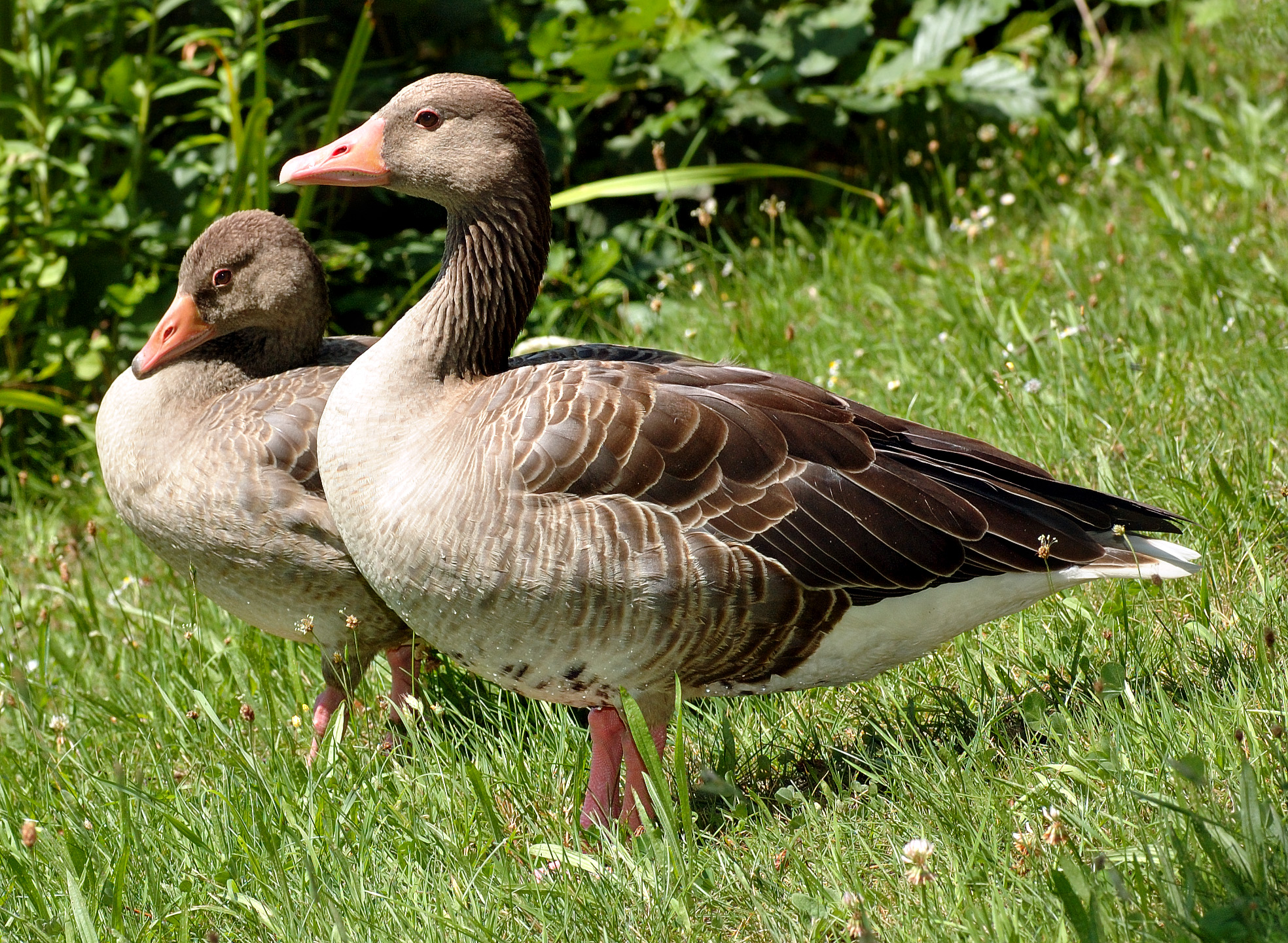
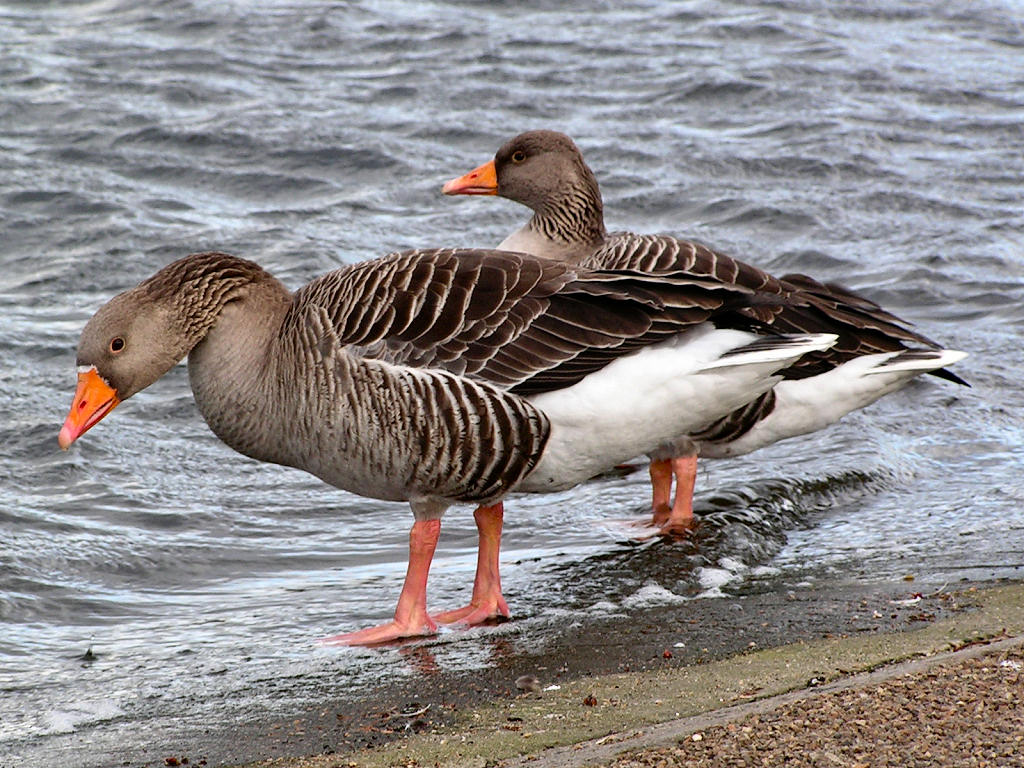
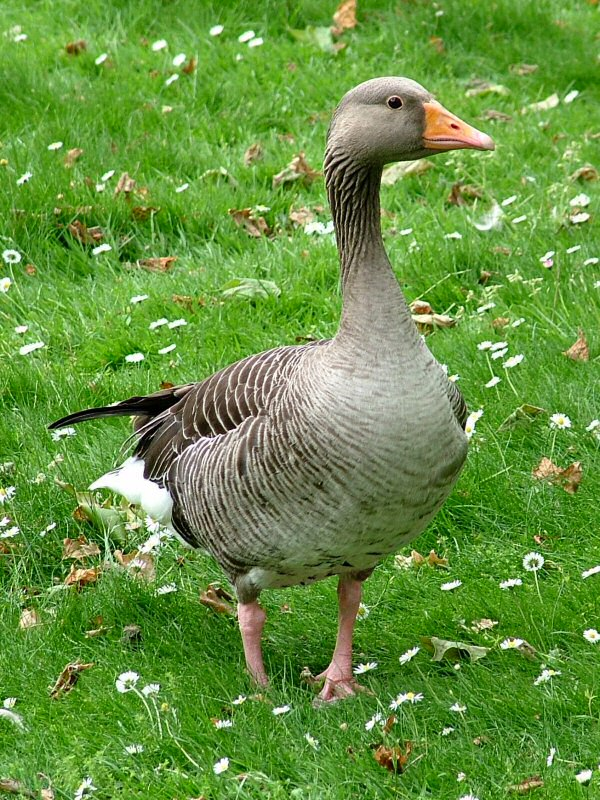
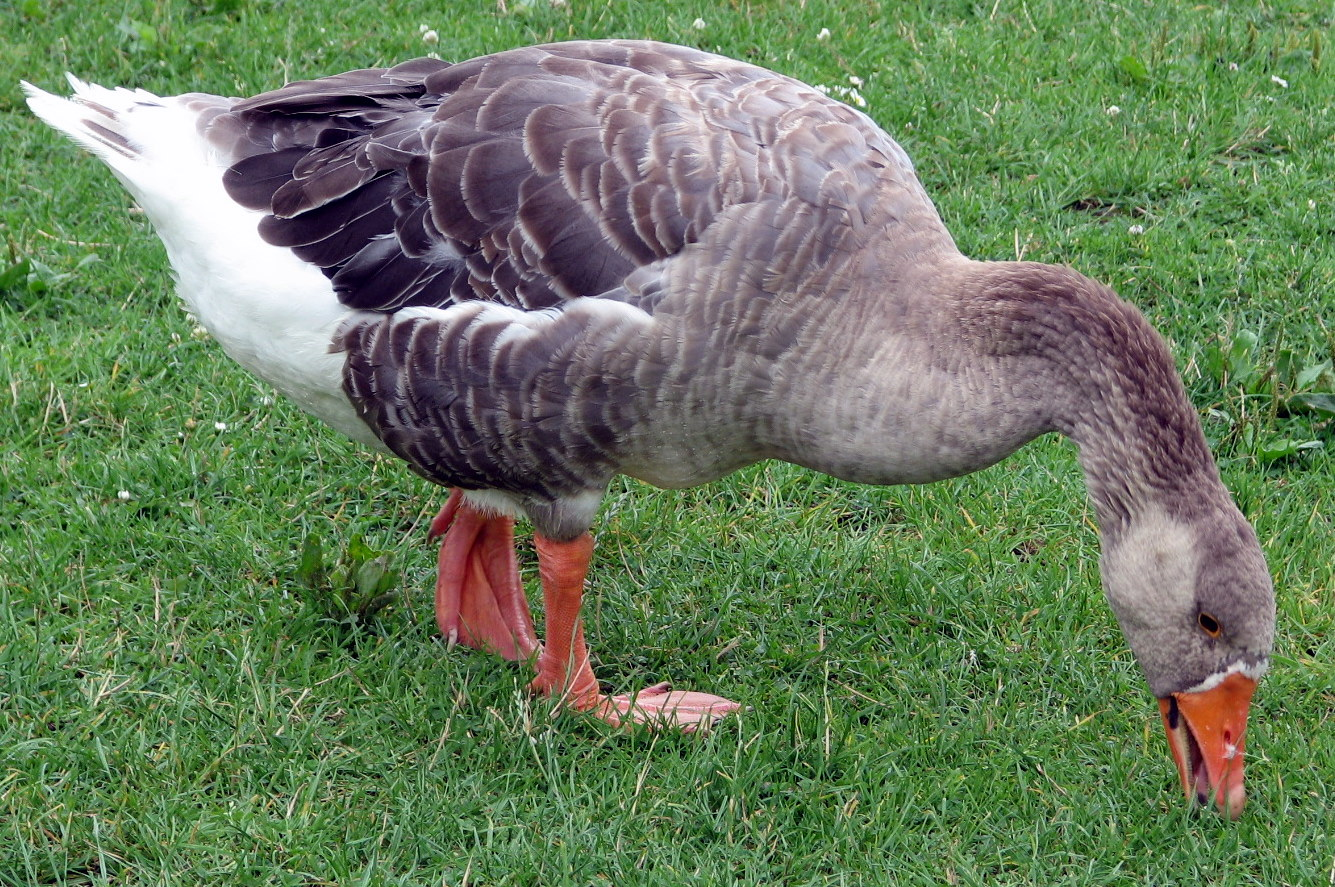
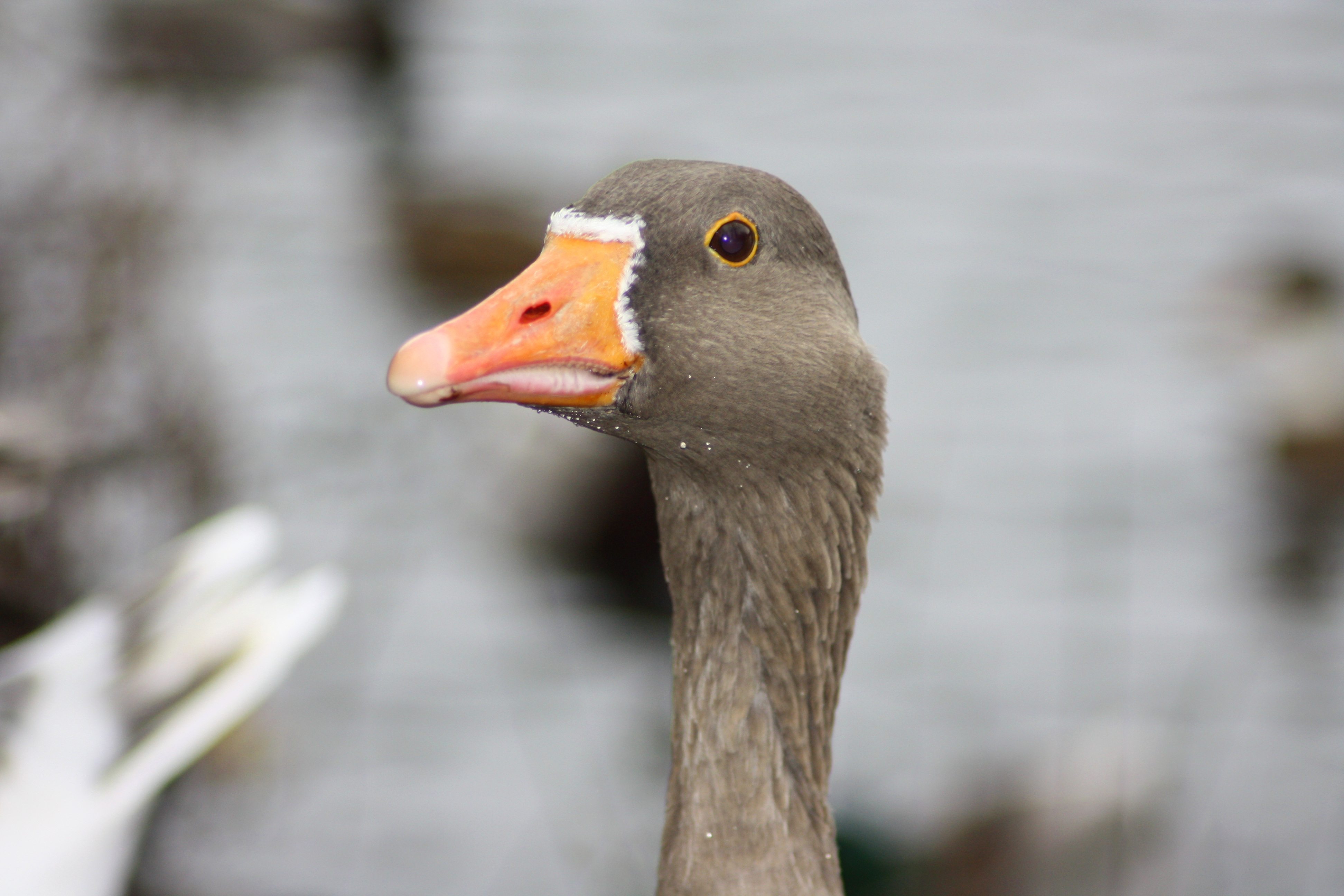
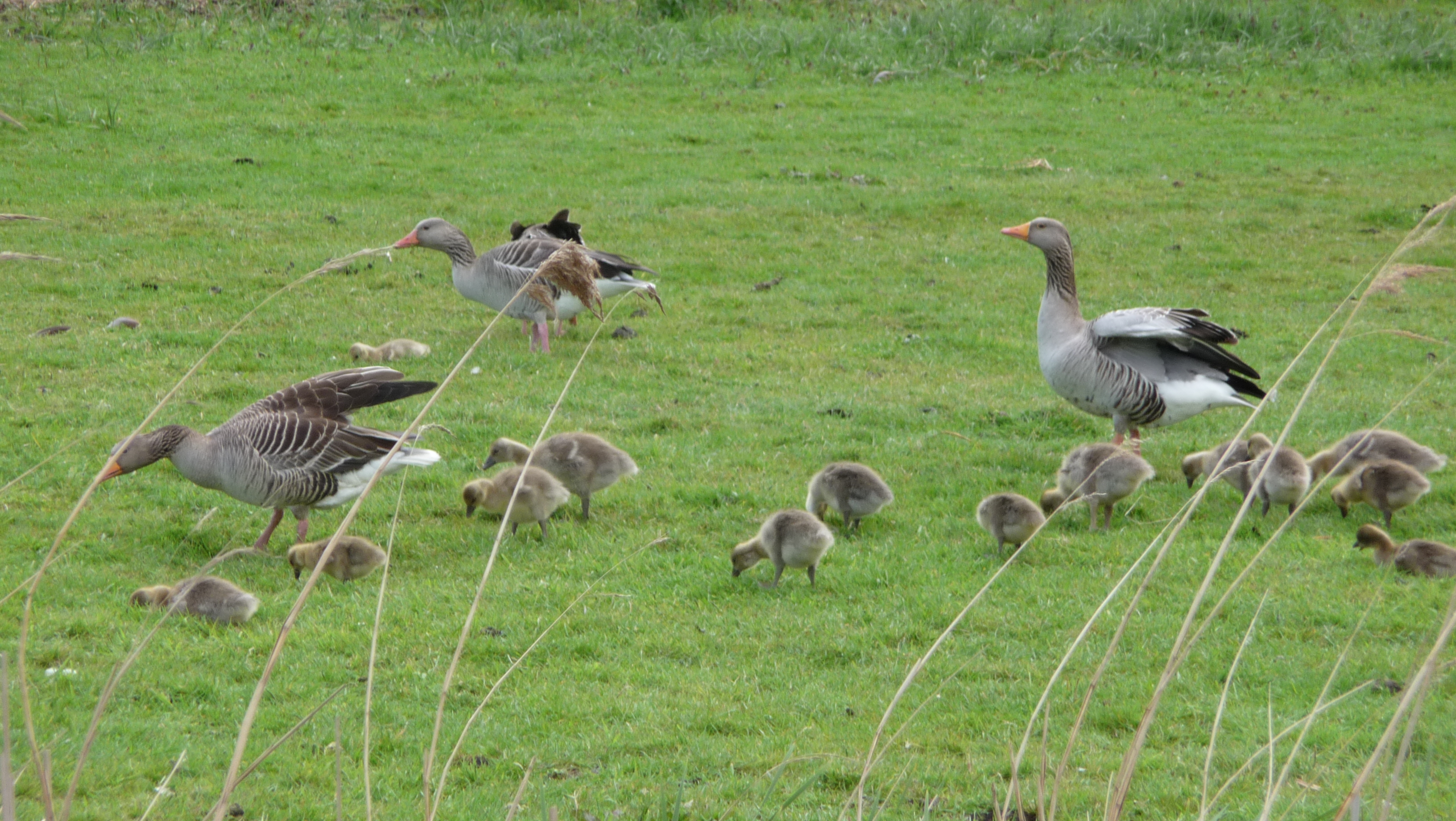

## Video
- Grauwe gans, Ystad, 19 feb 2016
- Grauwe ganzen